# Langenbergskopf
Koordinaten: 50° 27′ 20″ N, 7° 23′ 7″ O

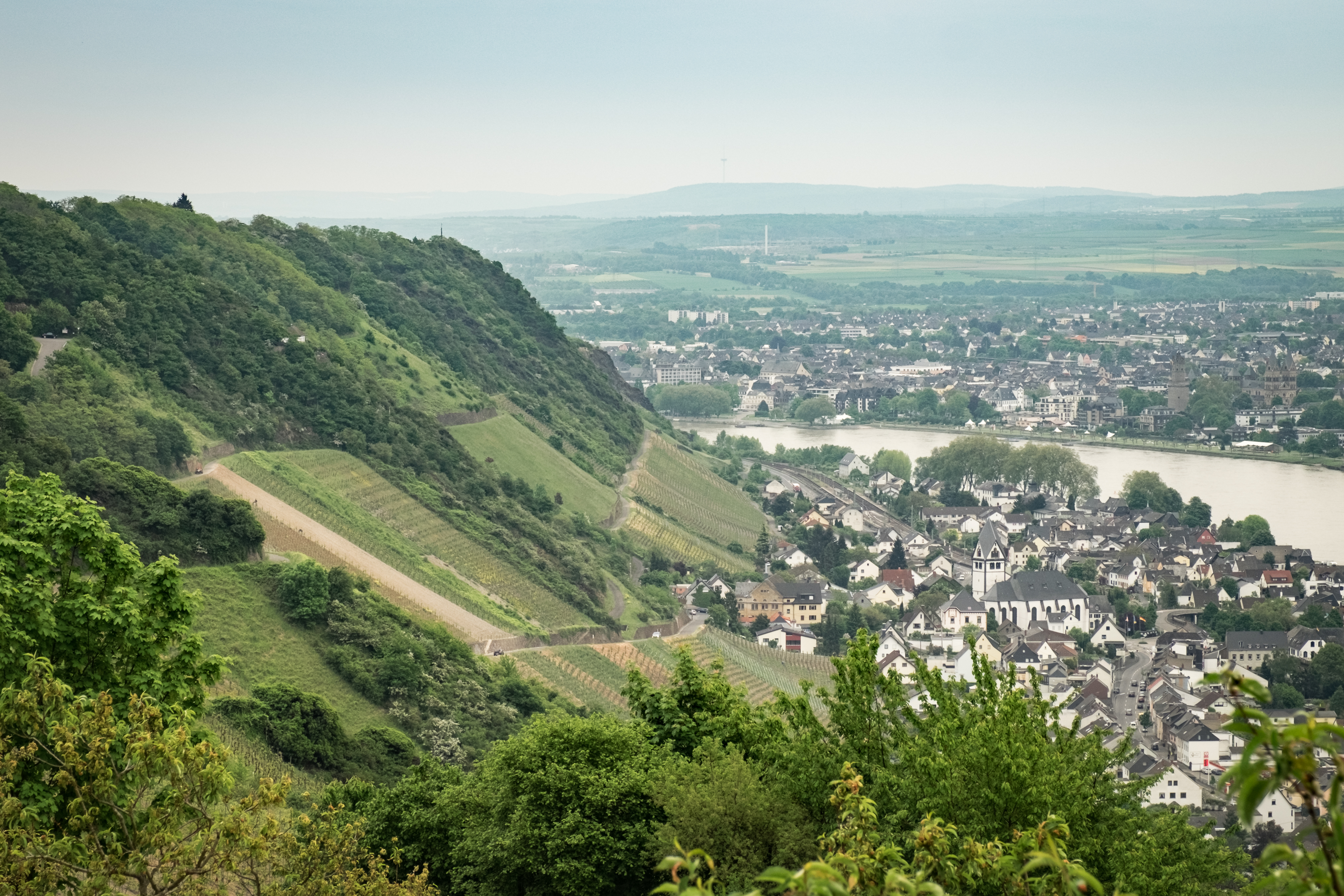
Naturschutzgebiet Langenbergskopf

Das Naturschutzgebiet Langenbergskopf ist das kleinste Naturschutzgebiet im Landkreis Neuwied in Rheinland-Pfalz. Das etwa 1,60 ha große Gebiet, das im Jahr 1935 unter Naturschutz gestellt wurde, erstreckt sich östlich der Ortsgemeinde Leutesdorf. Unweit westlich verläuft die B 42 und fließt der Rhein.